# Bake-kujira
Le bake-kujira (化鯨, littéralement « baleine fantôme ») ou Hone Kujira (骨鯨, « baleine d'os ») est un yōkai de la préfecture de Shimane dans l'ouest du Japon. Il est décrit comme un grand squelette de baleine fantomatique se comportant comme une vraie et peut être accompagné d'étranges oiseaux et poissons.

## Légende
La légende se déroule sur les cotes de la préfecture actuelle de Shimane. Lors d'une nuit pluvieuse, des pécheurs d'un village aperçoivent dans la mer agitée une grande baleine blanche. Intrigués, ils prennent la mer avec leurs bateaux pour s'en rapprocher. Arrivés près de la créature, un pécheur saisit son harpon et le lance contre la baleine. Surprenamment, le harpon traverse la baleine sans la blesser. C'est alors que celle-ci se rapproche de la surface, révélant son apparence. Il s'agit d'un squelette de baleine vivant, ses os lui donnant sa couleur blanche. Les pécheurs virent autour d'eux des poissons et oiseaux inconnus. Effrayés ils retournèrent à leur village.

## Source de la traduction
- (en) Cet article est partiellement ou en totalité issu de l’article de Wikipédia en anglais intitulé « Bake-kujira » (voir la liste des auteurs).

1. 1 2  (en) « Bakekujira and Japan’s Whale Cults », sur 百物語怪談会 Hyakumonogatari Kaidankai,‎ 10 mai 2013 (consulté le 24 juillet 2024)